# Girl in a Coma
Girl in a Coma é uma banda de rock de San Antonio, Texas da gravadora Blackheart Records de Joan Jett. A banda é formada pelas irmãs Nina Diaz (vocal, guitarra) e Phanie Diaz (bateria) e a amiga de longa data, Jenn Alva (baixo) . O nome da banda é uma referência à música "Girlfriend in a Coma" do The Smiths.

## Biografia
Girl in a Coma, surgiu no Lone Star State, como também é conhecido o estado do Texas, a banda foi formada quando as melhores amigas Jenn Alva e Phanie Diaz se conheceram na aula de artes na escola, as duas nutriam um amor mútuo pelo The Smiths e Nirvana. A dupla passou por várias experiências na formação de bandas e estilos musicais que não deram certo, antes de descobrir que Nina Diaz, irmã mais nova de Phanie, possuía talento como cantora, guitarrista e compositora.
Embora Nina tivesse apenas doze anos quando cantou sua primeira música para elas, tanto Phanie, quanto Alva reconheceram seu potencial  . Depois de contratar a jovem Nina, o trio praticou durante três anos, tocando em clubes locais de punk rock, em shows de talento na escola, em aniversário de criança, e depois pegaram a estrada, chamando a atenção de representantes de gravadoras e empresários de turnê no verão de 2004, além de irem construindo uma sólida base de fãs fiéis em todo o país. Um dos empresários enviou uma fita caseira demo para Morrissey e o diretor Boz Boorer, após ouvi-la, Boorer convidou o trio para ir a  Londres para gravar sua primeira demo. Logo após o regresso em 2006, a banda apareceu em um documentário de televisão sobre bandas latinas emergentes. Como parte do programa, o grupo seguiu para Nova York para um show no Knitting Factory e uma reunião surpresa com Joan Jett. As meninas tocaram para Joan e o parceiro musical de longa data e produtor Kenny Laguna. Jett e Laguna ficaram tão impressionados com a banda que assinaram contrato com a GIAC, com a sua gravadora Blackheart Records, no local. O álbum de estreia de maio de 2007, Both Before I’m Gone, foi um sucesso de crítica com elogios da Alternative Press Magazine, LA Weekly, a revista Bust, entre muitos outros, o álbum figurou no 23º lugar na Billboard e no 21º lugar no iTunes. "Clumsy Sky", o primeiro single do grupo, ganhou em 2007 o prêmio Independent Music Awards na categoria de Melhor Canção Punk . O último dos quatro singles lançados, “Their Cell”, foi recentemente votado pelos telespectadores de TV no Top 10 no Logo’s The Click List.
Em outubro de 2007, em Nova York, elas foram chamadas por Morrissey para abrir para o resto de sua turnê após Kristeen Young ser demitida.
Além de Morrissey, elas abriram para Frank Black, The Pogues, Tegan and Sara, Social Distortion e muitos outros.
A banda se apresentou em 2007 no SXSW Music Festival  e também no True Colors Tour de 2008.
Entre as constantes turnês, a banda estava ocupada escrevendo músicas para seu novo CD, o próximo lançamento pela Blackheart Records, "Trio B.C.". O processo criativo foi uma experiência nova e libertadora para as meninas.
"O desafio para este novo trabalho foi ter que escrever novas canções em questão de um ano", explica Jenn Alva, "em 'Both Before I'm Gone' foram sete anos com esse material. E para este novo CD, um pouco mais de 18 meses.".
Tal como aconteceu com o seu primeiro álbum, o resultado final é uma fusão única de influências ecléticas: Oldies, Rockabilly, a música alternativa dos anos 1990 e bandas contemporâneas tanto indie quanto do mainstream. E em uma homenagem a terra natal, San Antonio, Texas, com um som rock de vanguarda de contexto familiar.
"Nós escolhemos "Trio B.C." como o título do álbum, porque era o nome de nosso avô Tejano, que tinha uma banda na década de 1950", Phanie Diaz explica. "Ele foi a nossa primeira influência musical. Ele tocava violão e cantava conosco e nós gostaríamos de vê-lo na garagem com uma cerveja gelada na mão tocando seus discos e cantando junto como ele gostava. Sua paixão é a nossa inspiração. Esperamos fazer as pessoas se sentirem dessa forma sobre a nossa música".
"Trio B.C." inclui faixas produzidas pelo premiado produtor Greg Collins (U2 e Gwen Stefani) e Gabriel Gonzalez (ex-Sparta e um dos produtores do álbum de estreia da banda, "Both Before I’m Gone"). Joan Jett e Kenny Laguna produziram duas faixas especiais no CD, "Vino" e "Joannie in the City", um rosnar, pós-punk rock com Joan Jett na guitarra, juntamente com os vocais distintos de Jett no fundo.
"A música é sobre mulheres no mundo da música", a vocalista e compositora do Girl in a Coma, Nina Diaz fala sobre sua música, "é sobre ter atitude e fazer o que quiser. Joan abriu as portas para todas nós".
O restante das faixas do álbum exploram diferentes estilos e ritmos, com faixas que vão desde a canção de amor misterioso e poético "El Monte" para a rápida, forte e balançante "Static Mind". Outras faixas incluem a balada delicada "Pink Lemonade" e a mais sonoramente experimental "Ven Cerca", a primeira canção de idioma espanhol, um cover da brilhante múcica pop mexicana dos anos 1960, e também modernas e dissonantes guitarras que lembram o Sonic Youth. 
A baterista Phanie Diaz e a baixista Jenn Alva são lésbicas .
Com seu vocal hipnotizante e voz poderosa, alguns críticos têm comparado Nina Diaz com Bjork, Patsy Cline, e ao herói das meninas, Morrissey.
Fora da estrada Phanie Diaz gosta de Ghost Hunt. Jenn Alva pinta quadros. E Nina Diaz tem um urso de pelúcia chamado Guenther. Todas elas amam tatuagens.

## Discografia

### Demos e EPs
Gira O Morir (Demo) - (2005)
1. "Race Car Driver"
2. "Only I"
3. "Sybil Vane Was Ill"
4. "I'll Ask Him"
5. "Simple Man" (faixa bônus)

Hiding My Trail (EP) - (2009)
1. "Only I"
2. "A Conversation"

### Álbuns
Both Before I'm Gone - (2007, Blackheart Records)
1. "Clumsy Sky"
2. "Say"
3. "Road to Home"
4. "Sybil Vane Was Ill "
5. "I'll Ask Him "
6. "Their Cell"
7. "In the Background"
8. "Mr. Chivalry"
9. "Race Car Driver"
10. "Consider"
11. "Celibate Now"
12. "The Photographer"
13. "Simple Man"

- "Road to Home" (O vídeo da música foi adicionado como um bônus no álbum e apresenta Amanda Lepore)

Trio B.C. - (2009, Blackheart Records)
1. "BB"
2. "Static Mind"
3. "Vino"
4. "Baby Boy"
5. "El Monte"
6. "In the Day"
7. "Slaughter Lane"
8. "Trail"
9. "Pleasure and Pain"
10. "Joannie in the City"
11. "Pink Lemonade"
12. "Empty Promise"
13. "Ven Cerca"

- "Davey" (iTunes Bônus)